# Sriwijaya (Kota Kuala Simpang)
Sriwijaya is een bestuurslaag in het regentschap Aceh Tamiang van de provincie Atjeh, Indonesië. Sriwijaya telt 3015 inwoners (volkstelling 2010).